# Pandivirilia sapporensis
Pandivirilia sapporensis är en tvåvingeart som först beskrevs av Matsumura 1916.  Pandivirilia sapporensis ingår i släktet Pandivirilia och familjen stilettflugor. Inga underarter finns listade i Catalogue of Life.